# Суха Бела
Суха Бела (Suchá Belá) — каньйон в Словаччині; знаходиться в масиві Словацький Рай. Розташований біля села Грабушиці.
Каньйон довжиною приблизно 4 кілометри; знаходяться кілька водопадів. Через ущелину проходить екологічна стежка.